# Sérotonine (roman)
Pour les articles homonymes, voir Sérotonine.
Sérotonine est le septième roman écrit par Michel Houellebecq, paru le 4 janvier 2019 aux éditions Flammarion.

## Histoire

### Résumé
Florent-Claude Labrousse, 46 ans, ingénieur agronome dépressif, dont les parents se sont suicidés, décide de quitter son travail au ministère de l’agriculture, son appartement dans la tour Totem et sa vie de couple avec sa compagne japonaise pour disparaître et tenter de retrouver son passé.

### Personnages

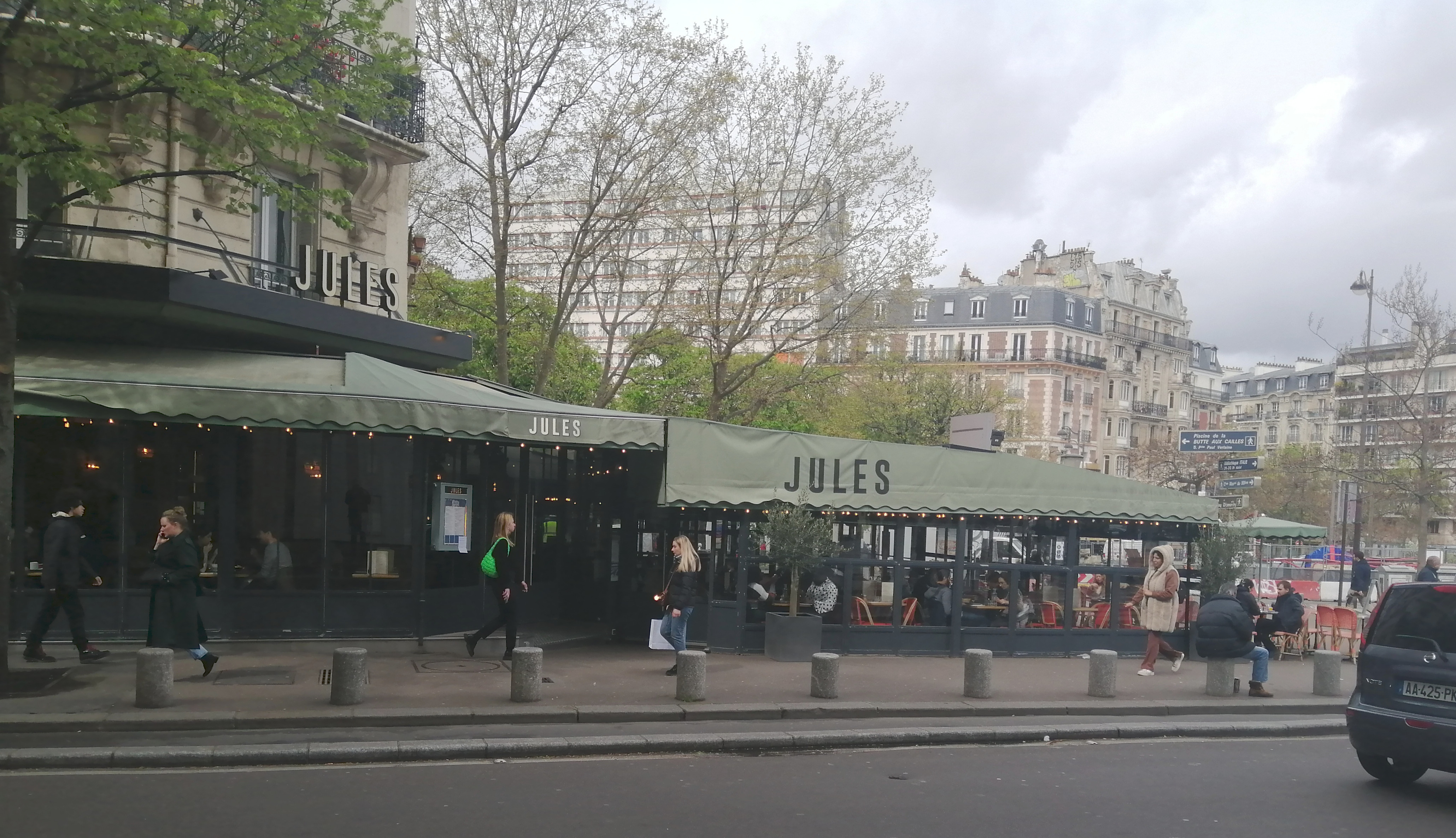
La brasserie Jules, en haut de la rue Bobillot et place d'Italie, où Florent-Claude mange plusieurs fois pendant sa première disparition.

- Florent-Claude : un quadragénaire dépressif
- Camille : ancienne compagne de Florent-Claude
- Aymeric : ami agriculteur de Florent-Claude
- Kate : ancienne compagne de Florent-Claude
- Claire : ancienne compagne de Florent-Claude
- Yuzu : compagne japonaise de Florent-Claude qu'il décide de quitter, 26 ans
- Dr Azote : médecin qui prescrit son anti-dépresseur à Florent-Claude

### Captorix
« C'est un petit comprimé blanc, ovale, sécable. »

Sur ces mots  s'ouvre et se ferme le roman pour décrire un antidépresseur fictif de nouvelle génération utilisé par le héros Florent-Claude.

## Éditions

### En français
Le livre est paru aux éditions Flammarion le 4 janvier 2019. Fin février 2019, le roman atteint les 350 000 exemplaires vendus et fin juillet il totalise 470 000 exemplaires écoulés. Une édition originale de 200 exemplaires de l'ouvrage a été imprimée sur vélin Rivoli des papeteries Arjowiggins.

### Autres
Les éditions allemande, italienne et espagnole sont publiées la semaine suivante. 
La traduction anglaise par le nord-irlandais Shaun Whiteside est publiée 8 mois plus tard au Royaume-Uni chez Heinemann, le 26 septembre 2019,. La traduction de Whiteside est ensuite publiée aux États-Unis chez Farrar, Straus and Giroux le 19 novembre 2019.

## Accueil critique
L'accueil de la presse est globalement plutôt positif[réf. nécessaire]. 
- Dans le journal La Croix, Sabine Aurdrerie se demande « s’il s’avance en voyeur cynique ou en moraliste, en opportuniste ou en contempteur[8]. »
- Dans Télérama, Nathalie Crom trouve que « des héros désabusés qui hantent ses romans, Florent-Claude Labrouste est le plus poignant[9]. »
- Pour Le Parisien et Pierre Vavasseur, « avion renifleur et visionnaire de son époque, Michel Houellebecq publie, avec Sérotonine, son meilleur livre[10]. ».
- D'après le journal Le Point, c'est un roman « éminemment romantique » dont on « sort [ ... ] bouleversé », ainsi qu'un « livre sombre et poignant »[1].

Toutefois d'autres critiques furent plus réservés. On peut lire notamment :
- Sur La république des livres : Pierre Assouline « C’est écrit sans génie et sans lourdeur, malgré des procédés à l’effet calculé mais dont la répétition est lassante »[11]
- Dans la Cause littéraire , une satire de Laurent LD Bonnet : Baroud gaulois en Publicie[12]